# Einspruchsgesetz
Einspruchsgesetze sind in Deutschland Bundesgesetze, die ohne Zustimmung des Bundesrates in Kraft treten können. Der Bundesrat kann nach Abschluss des Vermittlungsverfahrens gegen das Gesetz mit der Mehrheit der Länderstimmen (mindestens 35 Stimmen) Einspruch erheben. Dieser Einspruch kann durch den Bundestag mit Mehrheit überstimmt werden. 
In Deutschland werden alle Bundesgesetze vom Bundestag beschlossen. Zustimmungsbedürftige Gesetze brauchen auch im Bundesrat eine Mehrheit.
Grundsätzlich sind alle Bundesgesetze Einspruchsgesetze, Zustimmungsgesetze sind nur solche Gesetze, für die das Grundgesetz dies ausdrücklich vorschreibt (z. B. Art. 73 Abs. 2, 74 Abs. 2 GG).
Zu Einspruchsgesetzen kann der Bundesrat zunächst verlangen, dass der Vermittlungsausschuss angerufen wird. Dieser wird zu gleichen Anteilen von Bundestag und Bundesrat besetzt. Nach Ende eines Vermittlungsverfahrens kann der Bundesrat gegen das Gesetz einen Einspruch einlegen oder es passieren lassen. Kommt es zu einem Einspruch, kann der Bundestag mit Mehrheit den Einspruch überstimmen und damit das Gesetz dennoch in Kraft treten lassen. 
Erhebt der Bundesrat mehrheitlich den Einspruch, bedarf es im Bundestag der absoluten Mehrheit seiner Mitglieder, um das Gesetz zu beschließen (Art. 77 GG). Stützt der Bundesrat seinen Einspruch mit einer Zweidrittelmehrheit, dann ist im Bundestag ebenfalls eine Zweidrittelmehrheit der anwesenden Mitglieder notwendig (mindestens aber mehr als die Hälfte der Bundestagsabgeordneten), um das Gesetz zu beschließen.